# Engie
Engie je francoska energetska industrijska skupina. Leta 2015 je bila tretja največja svetovna skupina v energetskem sektorju razen nafte. Glavni delničar je francoska država, ki ima v lasti četrtino kapitala (23,64% kapitala in 33,84% glasovalnih pravic Engie).
Leta 2016 se je skupina lotila globoke preobrazbe, osredotočene na energijo in digitalni prehod. 
Engie je imela leta 2018 158.505 zaposlenih, njen promet pa je znašal 60,6 milijarde evrov.
Skupina, ki kotira na borzi v Bruslju, Luksemburgu in Parizu, je prisotna na borznih indeksih: CAC 40, BEL20 in Euronext 100.